# Xysticus nigropunctatus
Xysticus nigropunctatus là một loài nhện trong họ Thomisidae.
Loài này thuộc chi Xysticus. Xysticus nigropunctatus được Ludwig Carl Christian Koch miêu tả năm 1867.